# Alexander Alexandrowitsch Sablukow

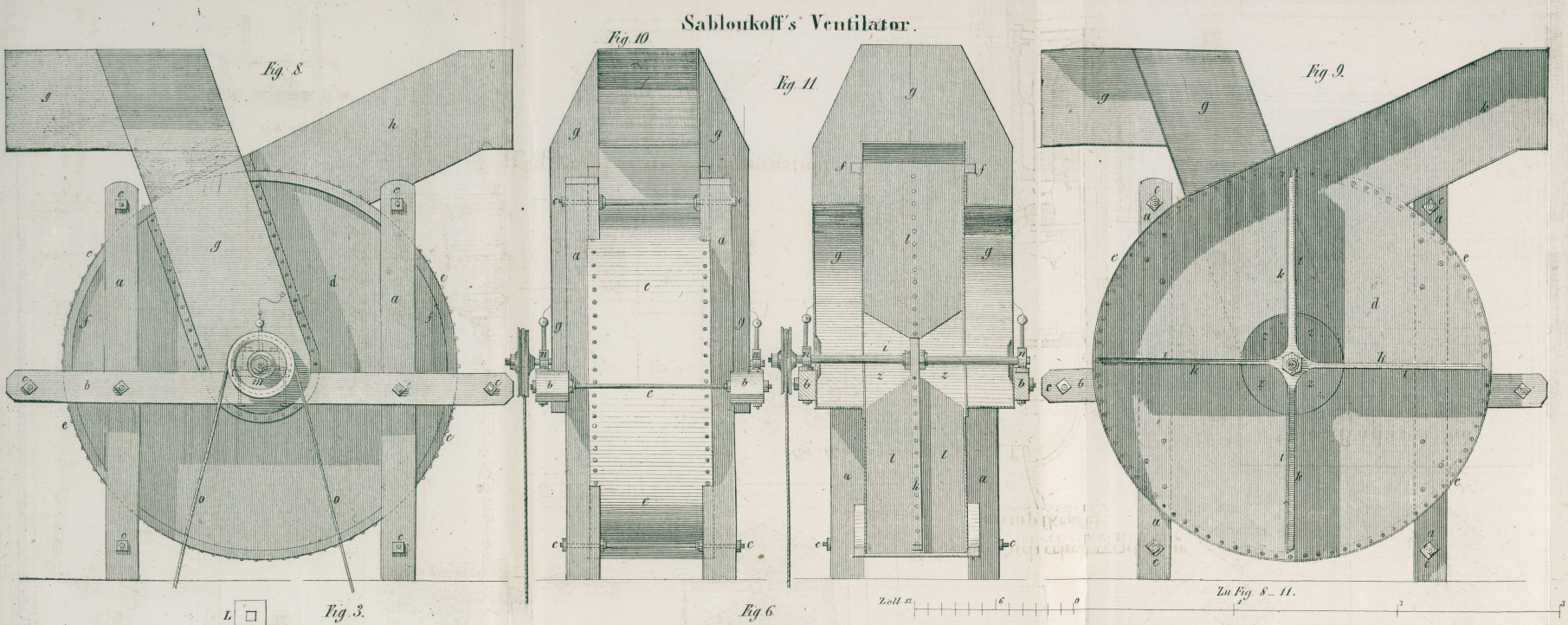
Sablokows Radialventilator im Polytechnischen Journal, 1841

Alexander Alexandrowitsch Sablukow (auch Sabloukoff, russisch Александр Александрович Саблуков, wiss. Transliteration Aleksandr Aleksandrovič Sablukov; * 23. Oktoberjul. / 3. November 1783greg.; † 3. Märzjul. / 15. März 1857greg. in Sankt Petersburg) war ein russischer Offizier und Erfinder, der als Generalleutnant des Korps der russischen Mineningenieure diente.
1832 erfand er, zum Austausch der Luft in den Bergwerken und Stollen, einen Radialventilator und die Zentrifugalpumpe.
1845 stand Sablukow in Verbindung mit Karl Ernst von Baer.

## Veröffentlichungen
- Annuaire du Journal des Mines de Russie, Jahrgang 1836, S. 162.[3]
- Mémoire concernant quelques applications et la construction de machines généralement connues sous le nom de ventilateurs ou tarares et l’application nouvelle du même principe pour le déplacement des corps liquides, par Alexandre de Sabloukoff, lieutenant-général du corps des ingénieurs des mines; Paris, 1841
- Ueber die zwekmäßige Construction und einige nüzliche Anwendungen der Ventilatoren oder Windflügel; von Hrn. Alexander v. Sabloukoff. Dingler’s Polytechnisches Journal, Band 81, Jahrgang 1841, Artikel Nr. XIV., S. 52.[3]